# Icelandic State Park
Der Icelandic State Park ist ein seit dem 13. Februar 1980 existierender State Park im Pembina County des US-Bundesstaates North Dakota. Bis auf das Südufer umschließt das 81 ha große Schutzgebiet den auf 297 m Höhe gelegenen Lake Renwick. Die nächste größere Ortschaft ist das etwa 7 km östlich gelegene Cavalier. Jeweils in nur wenigen Kilometern Entfernung befinden sich in südlicher Richtung die Eiyofsen State Wildlife Management Area, im Westen die deutlich größere Tongue River State Wildlife Management Area und im Norden die Clifford State Wildlife Management Area.
Zum Schutzzweck gehören sowohl die Bewahrung des Kulturerbes im Rahmen der Siedlungsgeschichte der isländischen Einwanderer aus dem 19. Jahrhundert als auch den Schutz von Natur und Landschaft im eingebetteten Gunlogson State Nature Preserve an den Ufern des Tongue River. Für die Verwaltung ist das North Dakota Parks and Recreation Department in Bismarck zuständig.

## Geschichte
Zwischen 1870 und 1914 verließen rund 17.000 Menschen Island, was etwa 15 % der Bevölkerung entsprach, um vor der wirtschaftlichen Not zu fliehen, die 1875 durch den Ausbruch des Vulkans Askja noch verschärft wurde, der die Viehweiden im Osten der Insel im Nordatlantik vergiftete. Die erste Siedlung in den USA entstand auf Washington Island, später kamen Siedlungen in Minnesota und Norddakota hinzu, schließlich in Washington. Sie siedelten in Kanada jedoch nicht im fruchtbaren Gebiet zwischen Manitoba- und Winnipegsee, denn methodistische Investoren sorgten dafür, dass sie weiter nordwärts zogen. Generalgouverneur Lord Dufferin intervenierte zugunsten der Isländer, denn er war von ihrer „moralischen Eignung“ seit einem Besuch auf der Insel im Jahr 1856 fest überzeugt. Am 25. September 1875 verließen 270 Isländer Toronto, um in das zugesagte Gebiet zu reisen. Sie fuhren mit der Eisenbahn nach Sarnia am südlichen Huronsee, dann auf der Ontario über den See, überquerten den Oberen See und erreichten Duluth, wo 13 weitere Isländer zu ihnen stießen. Dann ging es mit der Northern Pacific zum Red River. Anschließend fuhren sie mit der International von Dakota nach Winnipeg. Sigtryggur Jonasson, der als erster isländischer Siedlungsagent Kanadas tätig wurde, warb in Island um weitere Siedler. Er brachte 1876 rund 800 Isländer nach Amerika. Im selben Sommer kamen weitere 400 Isländer nach Gimli am Manitobasee, schließlich weitere 19 Siedler. Auch wenn die Zahlenangaben nicht genau übereinstimmen, so dürften rund 1200 Isländer die Region innerhalb eines Jahres erreicht haben.
Doch die Gemeinde litt unter Kälte, Hunger, den Pocken und sie war durch falsche Versprechungen in Gebiete gelockt worden, die für ihre Art des Wohnens und Wirtschaftens nur wenig geeignet waren. Von den 1500 Isländern starben etwa 150 bis 160. 1878 wollten die meisten Isländer abwandern, was durch religiöse Streitigkeiten noch verschärft wurde. Die beiden sich bekämpfenden Reverends hießen Thorlakson und Bjarnson. Thorlakson gab die Siedlung auf der Insel Hecla im Manitobasee (vgl. Hecla-Grindstone Provincial Park) auf. 132 Familien bevorzugten hingegen bei Bjarnson zu bleiben, weil er, nach isländischer Tradition auch ohne Anstellung (trotz theologischer Ausbildung) seine Gemeinde betreuen wollte. Dies hatte Thorlakson, auf dessen Seite 142 Familien standen, scharf kritisiert, der den eher fundamentalistischen und ausschließlichen norwegischen Lehren anhing, die die Reykjavíker ablehnten. Seine Gruppe zog 1880 südwärts nach North Dakota, dorthin wo heute der Icelandic State Park besteht. Thorlakson hielt am 5. Dezember 1878 einen ersten Gottesdienst in der neuen Kolonie ab, später wurde er Pastor mit einem bescheidenen Lohn. Er starb bereits am 1. März 1882 und empfahl als seinen Nachfolger Hans Thorgrimsen. Bei der Beerdigung musste ein Isländer die Worte des norwegischen Pfarrers übersetzen. Thorlakson gilt als „Vater“ der isländischen Kolonie, auch wenn manche um den isländischen Kern der Kolonie fürchteten, da er so starke Bindungen an die norwegische Synode hatte. 1884 entstand in Mountain die erste Kirche, die der isländischen Gemeinde gehörte.
Anderen isländischen Kolonien in Wisconsin und Minnesota kam dies zu Ohren. In Wisconsin lebte Thorlaksons Vater, Thorlakur Jonsson nebst drei Brüdern. Sie zogen von Shawano nach Pembina und erwarben 1879 Land. Dort entstand der Ort Mountain. 1880 folgten weitere sechs Familien, 1881 entstand ein Postamt. Die neuen Siedler hatten von ihren norwegischen Nachbarn die Landbewirtschaftung gelernt, ab 1881 konnten auch die sogenannten Sandhills im Norden besiedelt werden. Die geschwächten Siedler aus Kanada, die vielfach ungenügende Vorräte hatten, wurden durch Thorlaksons Norweger unterstützt; auch gelang es ihm, Vieh zu bekommen. Der Händler Harald Thorson versorgte die Siedler zehn Jahre lang auf Kredit mit Maschinen, Saatgut und Vieh, doch viele von ihnen konnten die Schulden nicht begleichen. Doch die Isländer hatten eine sehr gute Zahlungsmoral, und so lieh man ihnen gern und oftmals zu günstigeren Konditionen.
1882 erhielt das Pembina County einen neuen Status, so dass die ehemaligen dänischen Untertanen nun wählen durften. Die wichtigste und bestdotierte Position war die des Assessors, der alle Gegenstände und allen sonstigen Besitz in und um die Häuser taxieren musste, so dass auf dieser Grundlage die Besteuerung erfolgen konnte. Aber nicht nur in dieser Hinsicht unterschied sich die Kolonie vom kanadischen New Iceland. Die Kolonie war keine rein isländische, denn dort lebten auch andere ethnische Gruppen, wie Norweger, Deutsche und Amerikaner. Der isländische Pfarrer berief eine vom 23. bis 25. Januar 1885 tagende Versammlung ein, die die Gründung der grenzüberschreitenden Icelandic Evangelical Lutheran Synod in America veranlasste, die sich am 24. Juni 1885 in Winnipeg versammelte. 1885 wurde in Pembina die Icelandic Lutheran Church errichtet.
1879–80 erschien in Gardar, der dritten isländischen Siedlung, eine erste Zeitung. Die Fjalla Eyvindur wurde zweimal im Monat publiziert und per Hand geschrieben, doch war die Herstellung zu aufwändig, so dass das Blatt genauso einging, wie das in Manitoba. Am 4. Februar 1888 entstand eine Kulturgesellschaft, die sich nicht nur der isländischen Kultur, sondern auch der Verbreitung freiheitlichen Denkens und technischer Kenntnisse verschrieb. Das freie Reden und Denken führte allerdings zu Konflikten mit der Synode in Religionsfragen. Zudem entstanden bis 1889 sechs Lesegesellschaften. 1887 kam mit Niels Steingrimur Thorlaksson, dem in Norwegen ausgebildeten Theologen und Bruder des Kolonievaters, erstmals auf Dauer ein Pfarrer in die Gemeinde (bis 1894).
Um 1900 heirateten die Isländer nicht mehr weitgehend untereinander, so dass gemischte Ehen gängig waren. 1914 endete die isländische Einwanderung. Nachzügler bemerkten oftmals die Kanadaisierung bzw. Amerikanisierung der Siedler, die eine Generation früher angekommen waren. Einige versuchten, die Bindung an Island aufrechtzuerhalten, so dass bereits ab 1874 jeweils am 2. August in Minnesota Island-Tage abgehalten wurden. Zur geringen Einmischung in die amerikanische Politik, zu der sie geradezu aufgefordert wurden, trug neben den mangelhaften Sprachkenntnissen der ersten Generation vor allem die Tatsache bei, dass Island von Dänemark beherrscht wurde, und dass eine politische Tätigkeit überaus ungewohnt war. Zugleich entwickelten sich die Gemeinden Kanadas und der USA auseinander, zumal sie religiöse Differenzen trennten. Im Ersten Weltkrieg kämpften über 1200 Isländer der nachfolgenden Generationen, so dass sich auch hierin, neben der Sprache, die zunehmende Assimilation der Isländer zeigte. Heute wird Isländisch noch in einigen Gemeinden zwischen dem Winnipeg- und dem Manitobasee gesprochen, dann in Wynyard im nördlichen Saskatchewan, aber auch im Pembina County in Norddakota. 1986 sprachen von den knapp 15.000 Kanadiern isländischer Abkunft noch 305 die entsprechende Muttersprache, 800 waren mit Isländisch und Englisch aufgewachsen. 1931 lebten 19.382 in Kanada, 7.413 in den USA, 1961 lagen diese Zahlen bei 30.623 und 8.669; 2001 gaben wieder 26.480 Kanadier einen isländischen Hintergrund an, dort sprechen sie noch häufiger Isländisch als in den USA. Dort wird kaum noch Isländisch gesprochen, außer in Mountain.

## Infrastruktur
Neben den touristischen Einrichtungen am Nordufer mit Übernachtungsmöglichkeiten gibt es auch Picknickplätze und Bootsrampen. Im aufgestauten Lake Renwick können Hechte und andere Speisefische geangelt werden, schwimmen und bootfahren ist ebenso erlaubt. Zu den weiteren Freizeitaktivitäten gehören Wandern, Radfahren oder die Besichtigung des Pioneer Heritage Center und den restaurierten historischen Gebäuden der frühen isländischen Siedler, der Gunlogson Homestead site sowie Naturbeobachtung im Gunlogson State Nature Preserve. Gegenüber der Zufahrt zum Pioneer Heritage Center befindet sich das Pembina County Historical Society Museum, das von der Pembina County Historical Society betreut wird. Die Gesellschaft hat zu diesem Zweck einen Teil des State Park Geländes gepachtet, auf dem sich historische Gebäude befinden.

## Flora und Fauna
Unterhalb des Staudamms schlängelt sich der Tongue River durch die Gunlogson State Nature Preserve, die sich in mehrere Pflanzengesellschaften und Lebensräume  unterteilen lässt. Insgesamt wurden über 200 Pflanzenarten in dem Gebiet erfasst.
Im Lowland Woodland bilden Linden, Amerikanische Ulmen und hartholzige Eisenhölzer (Ironwood) das Schirmdach des Waldes. Während nördlich des Flusses Ulmenstämme mit 50 cm Durchmesser stehen, sind die Ulmenbestände von den Symptomen und Folgen des Ulmensterbens gezeichnet, die meisten Exemplare sind dünner oder bereits abgestorben. In der Strauchschicht gedeiht die Schnabel-Hasel auf den durchlässigen Böden.
Auf beiden Seiten des River Tongue Valley finden sich an den oberen Rändern des Tales Bänder des Oak Woodland mit Bur-Eichen, Espen, Papier-Birken und Krautigen Pflanzen.
Dem Tongue River wird eine hohe biologische Wertigkeit als Flusssystem zugeschrieben. Als quellgespeistes Gewässer hat er wechselnde Wasserführung und oft nur Niedrigwasser, ohne jedoch völlig trockenzufallen. Die Sedimentfracht wird im Stausee abgelagert, und so kann der Tongue River unterhalb des Sees eine stärker erodierende Wirkung entfalten, sodass öfters auch Bereiche mit offenen Böden entstehen, die daraufhin von Pionierpflanzen besiedelt werden.
In den Wetland Thicket Becken mit dichtem Bewuchs und ganzjährig staunassen Böden ist die größte Artendichte vorhanden. Für einige Arten liegt der Standort bereits außerhalb ihres gewöhnlichen Verbreitungsgebietes.